# 쿠키의 행운
《쿠키의 행운》(영어: Cookie's Fortune)은 미국에서 제작된 1999년 블랙 코미디 영화이다. 로버트 올트먼이 연출 및 제작을 맡고, 글렌 클로스, 줄리앤 무어, 리브 타일러, 크리스 오도널, 찰스 S. 더턴, 퍼트리샤 닐 등이 출연하였다.
이 영화는 배경인 미시시피주 홀리스프링스에서 촬영되었다. 1999년 1월 22일 선댄스 영화제에서 전 세계 최초로 상영되었으며, 1999년 2월 제49회 베를린 국제 영화제에 출품되었다.

## 줄거리
미시시피주 홀리스프링스에서 홀로 사는 부유한 노부인 주얼 메이 "쿠키" 오컷이 사별한 남편 벅의 피스톨로 자살한다. 마침 지역 교회에서 연극 살로메를 만드는 중인 조카 커밀이 유리 과일 그릇을 빌리러 여동생 코라를 데리고 찾아온다. 자살이 집안 망신감이라고 믿는 커밀은 쿠키의 유서를 먹어치우고 쿠키의 목에서 다이아몬드 루비 목걸이를 떼어내고 총은 정원으로 던져 현장을 강도 살인처럼 꾸민다. 전날 밤 쿠키의 부탁으로 피스톨을 소제하여 피스톨에 지문이 남아버린 흑인 잡역부 윌리스가 엉뚱하게도 용의자로 몰린다.

## 출연진
- 글렌 클로스 - 커밀 딕슨 역
- 줄리앤 무어 - 코라 듀밸 역
- 리브 타일러 - 에마 듀밸 역
- 크리스 오도널 - 제이슨 브라운 역
- 찰스 S. 더턴 - 윌리스 리칠런드 역
- 퍼트리샤 닐 - 주얼 메이 "쿠키" 오컷 역
- 네드 베이티 - 레스터 보일 보안관 역
- 코트니 B. 밴스 - 오티스 터커 형사 역
- 도널드 모펏 - 잭 파머 변호사 역
- 라일 러빗 - 매니 후드 역
- 대니 다스트 - 빌리 콕스 역
- 맷 멀로이 - 에디 "더 엑스퍼트" 피츠 역
- 랜들 멜 - 패트릭 프리먼 역
- 니시 내시 - 완다 카터 역
- 루퍼스 토머스 - 시오 존슨 역

## 기타 제작진
- 공동 제작: 데이비드 레비, 제임스 매클린던
- 배역: 팸 딕슨
- 미술: 스티븐 올트먼
- 의상: 도나 그러나타